# Ronald Worm
Ronald Worm (Duisburg, 1953. október 7. –) nyugatnémet válogatott Európa-bajnoki ezüstérmes német labdarúgó, csatár, edző.

## Pályafutása

### Klubcsapatban
Szülővárosában kezdte a labdarúgást az MSV Duisburg csapatában, ahol 1971 és 1979 között 231 alkalommal szerepelt bajnoki mérkőzésen és 71 gólt szerzett. 1979-ben az Eintracht Braunschweig megvásárolta 1 millió nyugatnémet márkáért a Borussia Mönchengladbachba távozó Harald Nickel helyére. 1987-es visszavonulásáig itt játszott.

### A válogatottban
1975 és 1978 között hét alkalommal szerepelt a nyugatnémet válogatottban és öt gólt szerzett. Tagja volt 1976-os Európa-bajnoki ezüstérmes és az 1978-as argentínai világbajnokságon részt vevő csapatnak, de egyik tornán sem lépett pályára. Részt vett az 1972-es müncheni olimpián. 1969–70-ben U15-ös, 1970–72-ben U18-as válogatott volt. 1973-ban három alkalommal szerepelt az U23-as válogatottban és egy gólt szerzett. 1974 és 1981 között 12-szeres B-válogatott, amelyeken öt gólt szerzett.

### Edzőként
1993–94-ben a Hertha BSC, 1996–97-ben a Sachsen Leipzig csapatainál segédedző volt. 2000–01-ben a TSV Havelse együttesénél vezetőedzőként tevékenykedett.

## Sikerei, díjai
NSZK
- Európa-bajnokság
  - ezüstérmes: 1976, Jugoszlávia

 MSV Duisburg
- Nyugatnémet kupa (DFB-Pokal)
  - győztes: 1975